# Zamia imperialis
Zamia imperialis là một loài thực vật hạt trần trong họ Zamiaceae. Loài này được A.S.Taylor, J.L.Haynes & Holzman mô tả khoa học đầu tiên năm 2008. Đây là một loài thực vật đặc hữu của Panama.